# Rögnvald Eriksson
Rögnvald Eriksson o Ragnvald Eiriksson (c. 920-933), según la saga de Egil Skallagrímson era hijo de Erico I de Noruega pero no hay certeza que fuese hijo de su consorte Gunnhild o bien de otra mujer. Heimskringla de Snorri Sturluson no le menciona como hijo de ambos. Según la saga de Egil cuando Egill Skallagrímsson huyó de Noruega, fue perseguido por Rögnvald, que tenía doce años de edad, y Egil lo mató.